# 日刊サン
日刊サン（にっかんサン、英: The Japanese Daily Sun）は、アメリカのカリフォルニア州ロサンゼルスに本拠を置く、無料・タブロイド判の日本語新聞。
ハワイ州ホノルル、ニューヨーク市でもそれぞれ別会社で現地向けの紙面を発行しているが、ここではまとめて記述する。

## カリフォルニア版
1984年、ロサンゼルス市で創刊。同市の他、カリフォルニア州南部やニューヨークで配布されている。その他の地域でも、印刷版は郵送で購読出来る。同社のウェブサイトを通じても1面は国内外で読む事ができる。その他の紙面へのアクセスは、版権の都合で一部地域に限られる。ちなみに、スポーツ・芸能ニュースはサンケイスポーツ、それ以外のニュースは共同通信の配信を受けている。

## ハワイ版
2003年4月、Japan Press Service, Incによりホノルル市で創刊。現地時間で火曜日から土曜日までの発行。なお、土曜日付けの紙面に限り、題字は「エキストラサン」になり、一部のページが英語になる。紙面の一部はホノルル市外でも、同社のウェブサイトで読める。スポーツ・芸能ニュースは日刊スポーツ、それ以外のニュースは時事通信の配信を受けている。また、英字誌『Wasabi』が隔月、偶数月の1日に発行されていて、ハワイ諸島内に無料で配られている。
2024年3月11日、紙面上で同年3月31日を以って休刊すると発表した。

## ニューヨーク版
2003年9月、DAILY WORLD PRESS, INCにより、「DAILY SUN NEW YORK（デイリーサン　ニューヨーク）」としてニューヨーク市で創刊。ニュージャージー州とコネチカット州のニュースも配信している。土・日を除く月曜から金曜まで毎日発行。ニュースは共同通信の配信を受けている。紙面に加えて専用アプリとメルマガでも配信を行っている。